# Ikke-newtonsk væske
En ikke-newtonsk væske er en fluid, der ikke følger Newtons lov om viskositet, dvs. konstant viskositet uafhængig af den kraft, som fluiden påvirkes med. Ikke-newtonske væsker kan ændre viskositet, når de påvirkes til enten at være mere flydende eller mere faste. Ketchup er et eksempel på en ikke-newtonsk væske, der bliver mere flydende, når den bliver rystet. Mange saltopløsninger og smeltede polymerer er ikke-newtonske væsker, og det samme er mange andre almindelige substanser som vaniljecreme, honning, tandpasta, stivelsesopløsninger, majsstivelse, maling, blod, smeltet smør og shampoo.
Almindeligvis er viskositeten (den gradvise deformation af forskydning eller træk) af ikke-newtonsk væske afhængig af forskydningshastigheden. Nogle ikke-newtonske væsker viser normale egenskaber, selvom de udsættes for stress. I en newtonsk væske er sammenhængen mellem forskydningshastigheden og forskyningsspændingen lineær og går igennem origo, når det vises i et koordinatsystem, og den konstante proportionalitet kan udtrykkes med koefficienten for viskositeten. For ikke-newtonske væsker er sammenhængen dog ikke lineær, og der kan sågar være tidsafhængig viskositet. Derfor kan der ikke blive defineret en konstant koefficient for viskositeten i disse væsker.
Selvom konceptet med viskositet ofte bruges i fluidmekanik til at karakterisere forskydningsegenskaberne i fluider, kan den unøjagtigt bruges til at beskrive ikke-newtonske væsker. Det kan bedst undersøges via adskillige andre reologiske egenskaber, der er relateret til spænding under mange forskellige flow-betingelser, som bl.a. svingende forskydning, der kan måles ved brug af forskellige aggregater og reometre.